# Meizhou (eiland)
Meizhou is een eiland dat vlak bij Putian, Fujian, Volksrepubliek China ligt. Het is zeer beroemd, doordat het de geboorteplaats is van Matsu. Meizhou heeft 38.000 inwoners en de meeste daarvan leven van de visserij.

## Administratieve verdeling
Meizhou is verdeeld in elf dorpen:
- Gaozhu (高朱)
- Xiashan (下山)
- Lianche (莲池)
- Beidai (北埭 dài)
- Dongcai (东蔡)
- Xiting (西亭)
- Ganglou (港楼)
- Xaixia (寨下)
- Dayang (大洋)
- en nog drie andere dorpen

## Geschiedenis
Meizhou ligt 37 km ten westen van Wuqiu. Van oudsher behoorde Wuqiu tot de Matsupaleis van Meizhou (湄洲媽祖廟, Meizhou Matsu Miao). Tussen beide eilanden bestaan echter geen verbindingen meer sinds Meizhou tot de Volksrepubliek behoort en Wuqiu tot Taiwan.
In juni 1988 werd Meizhou een toeristische en economische regio. Vier jaar later mochten de Taiwanezen met een visa het eiland bezoeken. 
Er komen jaarlijks zo'n 100.000 Taiwanese pelgrims naar Meizhou om het huis te zien waar Matsu geleefd heeft. Sommige pelgrims bezoeken het eiland elk jaar. Een jaarlijkse festival vindt plaats in oktober.

## Toeristische attracties
De taoïstische tempel Matsupaleis van Meizhou (天后宮湄洲祖廟, Tianhougong Meizhouzu Miao) startte als een kleine schrijn in de 10e eeuw. Het paleis is nu gerenoveerd en wordt druk bezocht door pelgrims.